# Paklenica Nemzeti Park
A Paklenica Nemzeti Park a Velebit-hegylánc tengeri oldalán, kb. 30 km-re Zárától található Horvátországban. Területét sokszínű növény- és állatvilág népesíti be, többek között hiúzok, vadmacskák, barna medvék, sasok és keselyűk népes tábora található itt meg.

## Domborzata
A szirtfalak közötti mély vízmosások lassú patakoktól átszelve, ezek hosszú éves mélyítő munkájukkal mélyülnek. A park területén több mint 400 sziklamászó út, földalatti barlang, vízmosás és patak található.

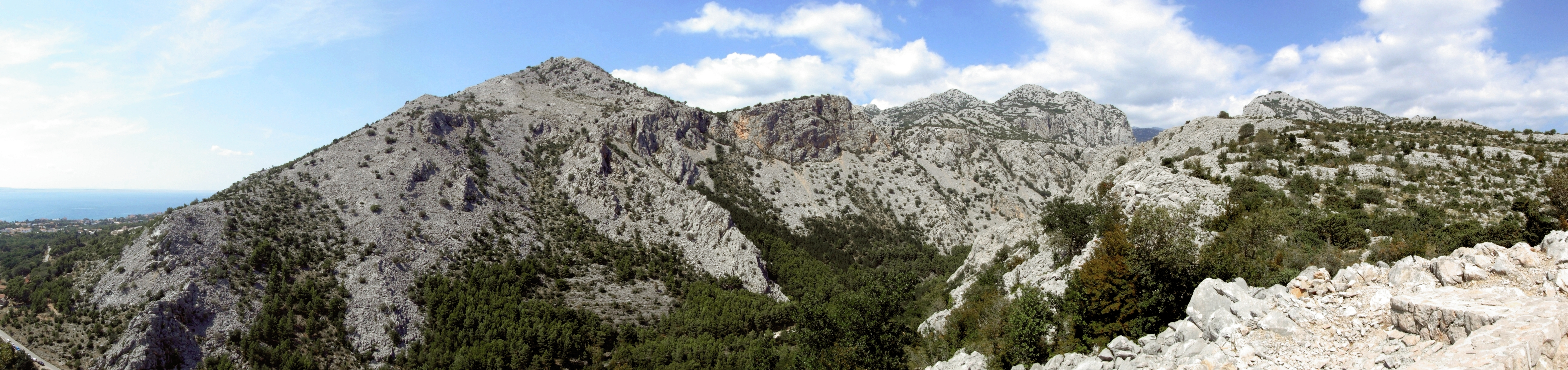
Panoráma

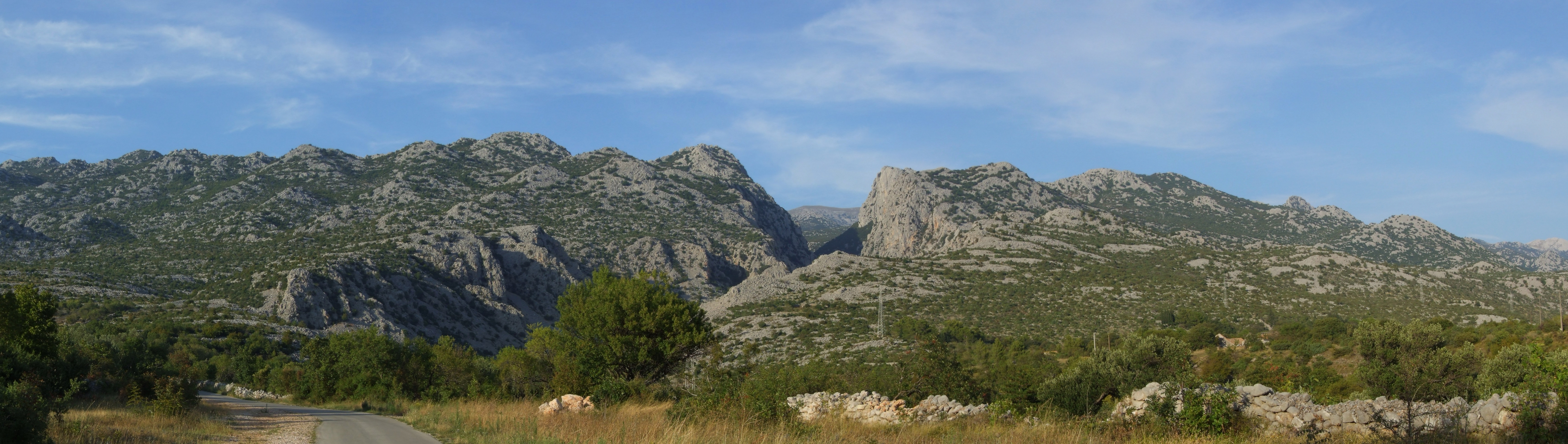
A Kis-Paklenica bejárata

## Története
A terület  már a történelem előtti időkben is lakott volt. A múlt tanújaként állnak a Velebit felé vezető út mellett található sírkövek, ezeket a helyiek Mirilámak neveznek. Ezenkívül rengeteg templom, kápolna és oltár romjai láthatóak a környéken. A nemzeti park magasabb területein legeltetésre használt mezők találhatóak. A nemzeti park területén 10 falucska található.

## Látnivalók
- Paklenica hét ódon malma

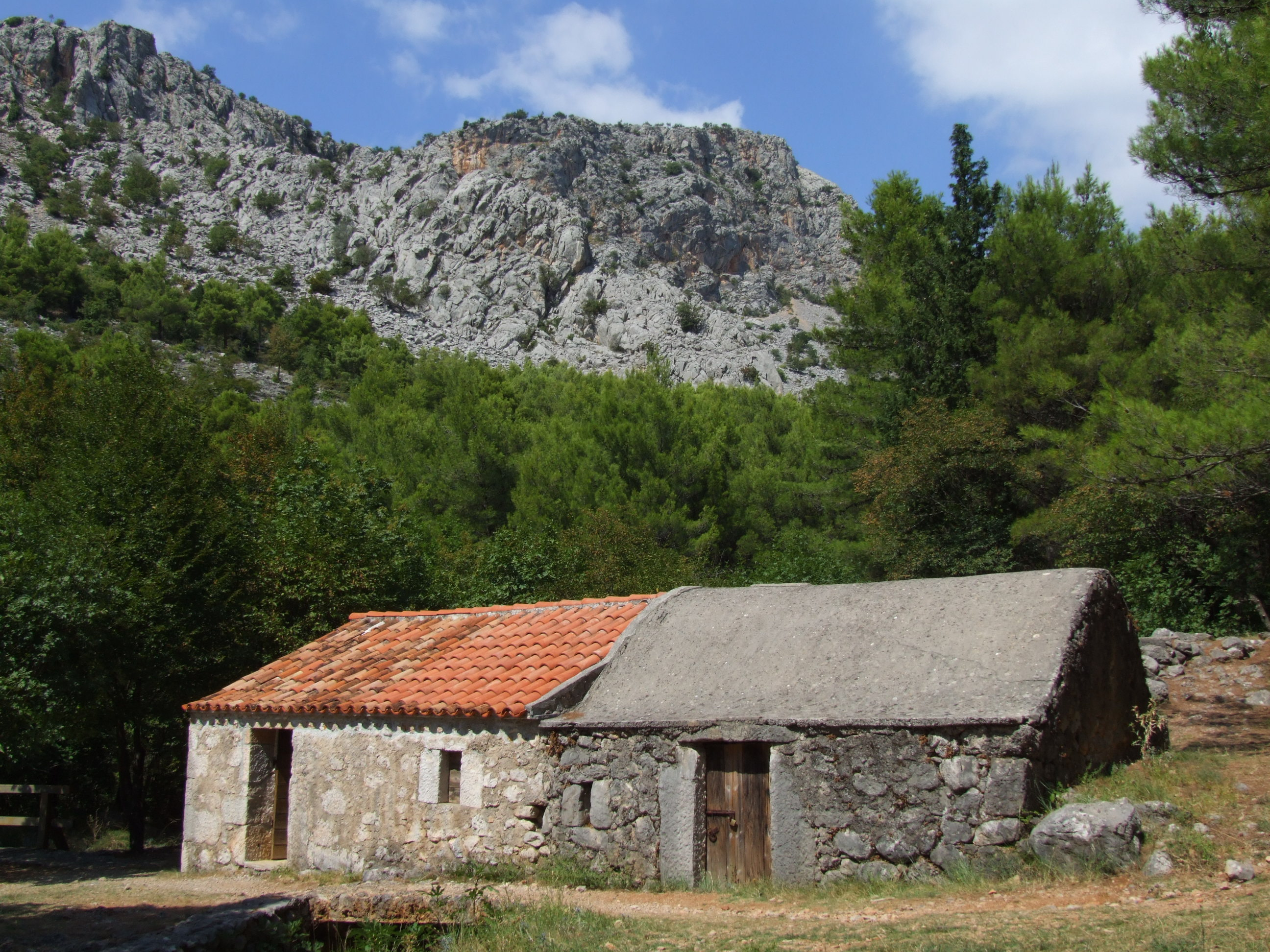
Az egyik malom

A nemzeti park területén 7, a 19. századból származó ódon malom található meg, melyek Podgorje és  Ravni Kotari községek kulturális örökségét képezik. Mind a 7 malom használaton kívül van, de mindennek ellenére egy kiváló állapotú ipari műemléket látogathatunk meg. Itt kezdődik meg a Paklarić tanösvény, mely egy gyönyörű kilátást nyújtó, 121 m-es kimagasláshoz vezet.
- Marasovic tájház

A Marosovic tájházban megláthatjuk azt az életmódot, ahogyan korábban a terület lakói éltek. A ház mai napig megőrzött eredeti berendezése (szerszámok, bútorok) mellett mezőgazdasági épületeket is láthatunk. Természetesen itt is kipróbálhatjuk a helyi  gasztronómiai különlegességeket, az ajándékboltban pedig emléktárgyakat vásárolhatunk.